# Apatania nikkoensis
Apatania nikkoensis là một loài Trichoptera trong họ Apataniidae. Chúng phân bố ở miền Cổ bắc.